# Evangelische Kirche (Wachenbuchen)

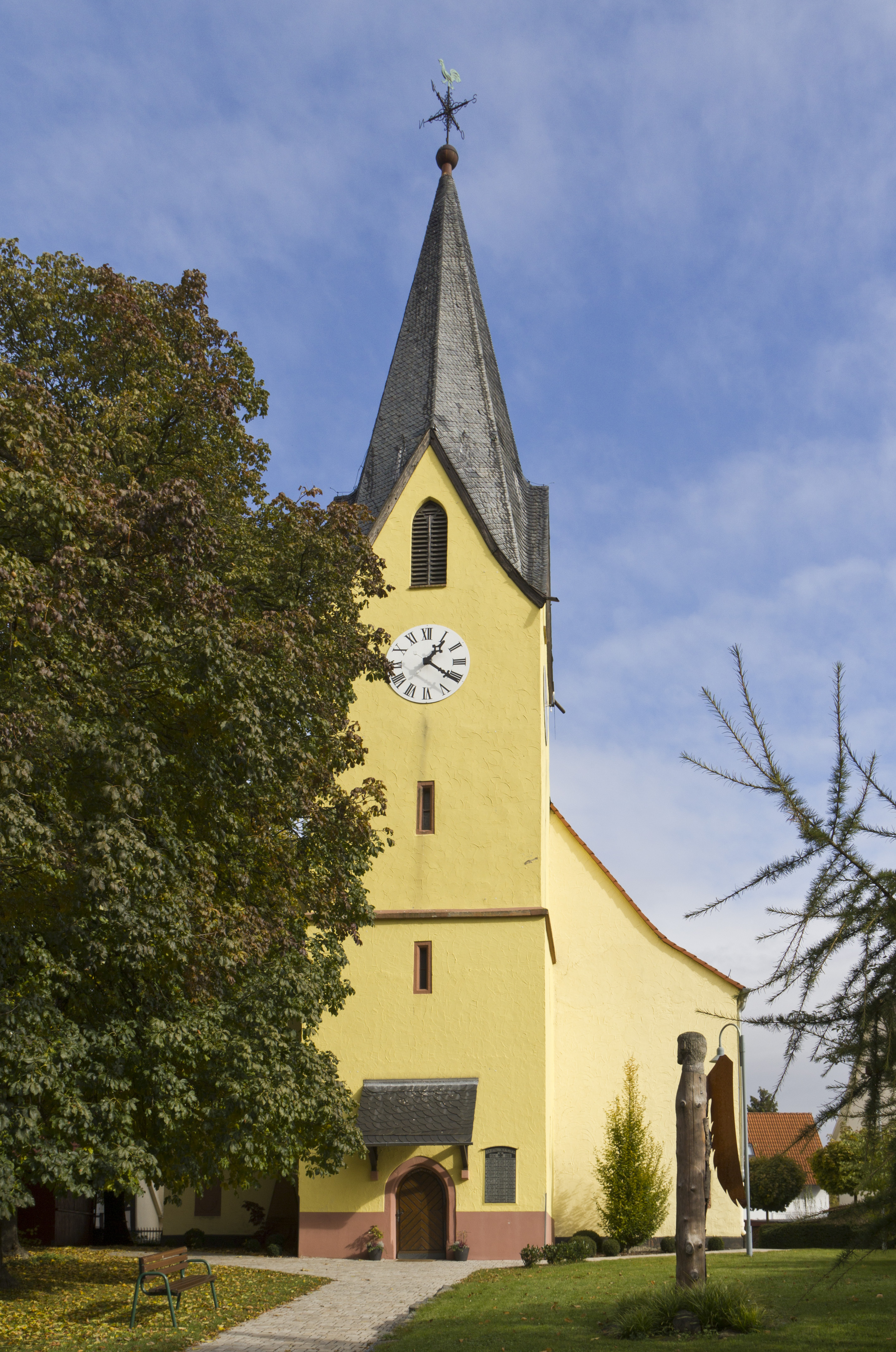
Evangelische Kirche (Wachenbuchen)

Die Evangelische Kirche Wachenbuchen ist ein denkmalgeschütztes Kirchengebäude, das in Wachenbuchen steht, einem Stadtteil der Gemeinde Maintal im Main-Kinzig-Kreis in Hessen. Die Kirche gehört zur Kirchengemeinde Buchen im Kirchenkreis Hanau im Sprengel Hanau-Hersfeld der Evangelischen Kirche von Kurhessen-Waldeck.

## Beschreibung
Das Kirchenschiff der Saalkirche wurde 1717 an den Kirchturm einer mittelalterlichen ehemaligen Wehrkirche nach Osten angebaut und 1903 um Seitenschiffe erweitert, die von den seitlichen Emporen eingenommen werden. Die Kirche wurde im Zweiten Weltkrieg ausgebombt. Sie wurde 1952 mit einem eingezogenen, dreiseitig abgeschlossenen Chor wieder aufgebaut. Gemäß der reformierten Tradition wurde auf jederlei Schmuck verzichtet. Der Altar war ein einfacher Tisch, der zwischen Pfarrer und Gemeinde stand. Die Kanzel war im Chor zwischen dem Ost- und dem Südfenster in der Höhe der Emporen angebracht. Im Herbst 1953 wurde die wiederaufgebaute Kirche eingeweiht, die im äußerlich der im Krieg zerstörten entspricht. Der Innenraum ist heute eine Emporenhalle in modernen Formen, und die Kanzel wurde näher an das Kirchenschiff herangerückt. Der Kirchturm ist mit einem schiefergedeckten, achtseitigen, spitzen Helm bedeckt. Sein oberstes Geschoss beherbergt die Turmuhr, in den darüber liegenden Giebeln befindet sich hinter den Klangarkaden der Glockenstuhl, in dem eine 1662 gegossene Kirchenglocke hängt.